# Budkowiczanka

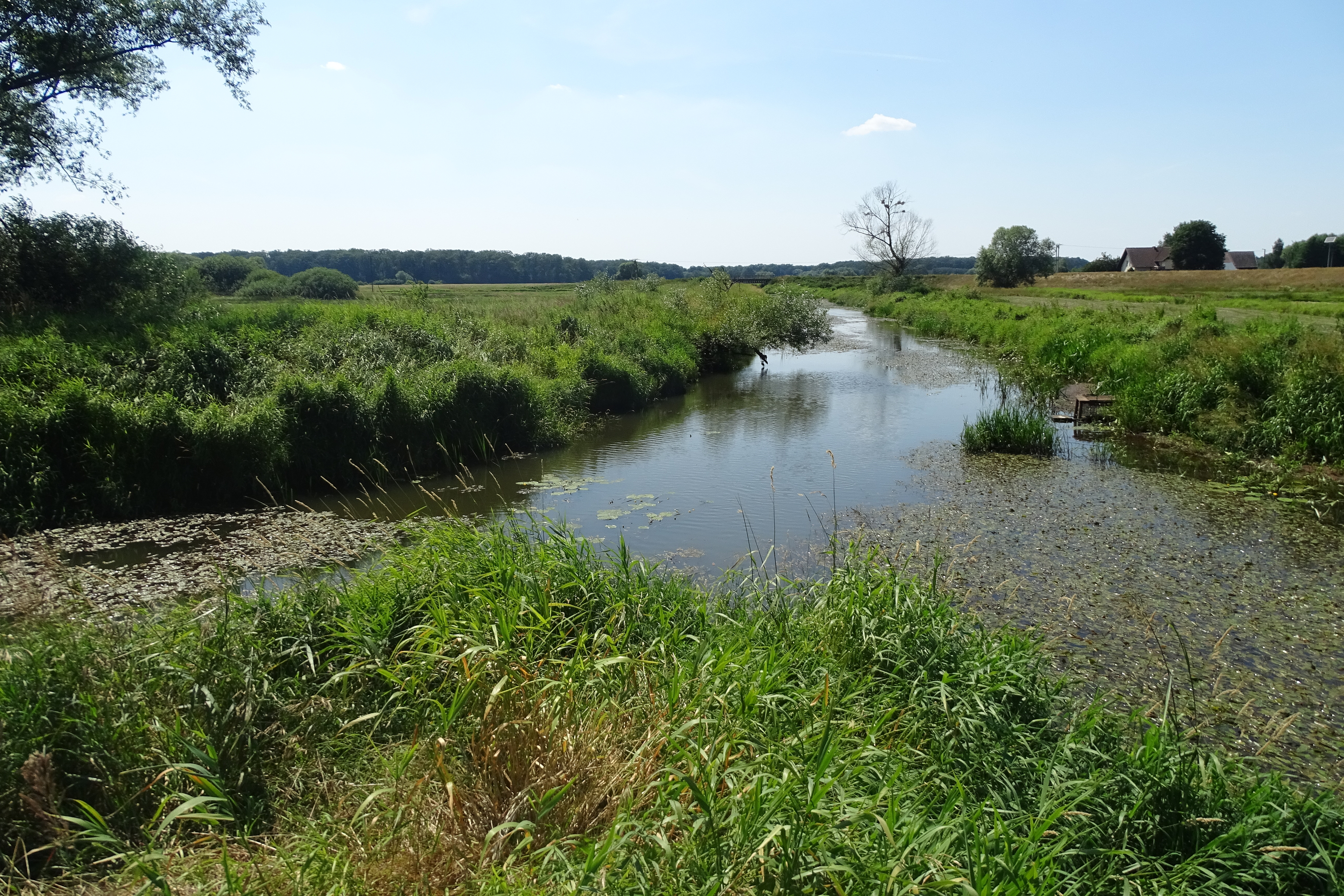
Ujście Budkowiczanki (z lewej) do Stobrawy w Starych Kolniach

Budkowiczanka – rzeka w województwie opolskim, ok. 60 km długości, lewy najdłuższy dopływ Stobrawy.
Rzeka ma źródła w powiecie oleskim, w okolicach wsi Chudoba. Szlak kajakowy, wzdłuż rzeki tereny leśne – Bory Stobrawskie. Rzeka rozdziela dwie wsie: Nowe Budkowice i Stare Budkowice. 
Inne dopływy: Słonka, Brojecka Rzeka, Wisznia, Prądzenica.
Na obszarze na południe od wsi Kuźnica Katowska z prawego brzegu rzeki wychodzi struga Młynówka, która po 1,1 km uchodzi do strugi Czarnej Wody (która też jest dopływem Stobrawy). Budkowiczanka dalej płynie na południowy zachód i południe. Ok. 1,5 km na północ od przysiółka Kabachy uchodzi do niej z lewego brzegu struga Bachorza.
Ok. 0,5 km na południowy zachód od przysiółka Lewandówka do Budkowiczanki uchodzi z lewej strony rzeka Brynica. Budkowiczanka uchodzi do Stobrawy przy południowej części wsi Stare Kolnie.
Nazwę Budkowiczanka wprowadzono urzędowo zarządzeniem w 1951 r., zastępując niemieckie nazwy Budkowitzer Bach i Baundendorfer Bach.